# 東京產經大廈
東京產經大廈（日语：／ Tokyo Sankei Biru */?），是位於東京都千代田區大手町的摩天大樓，目前所有者為株式會社產經大廈。

## 概要
本大廈為1955年落成的初代產經大廈（產經新聞東京本社社屋）再開發的一環，2000年9月完成第一期工程，2002年9月第二期工程也正式竣工。建築一旁即為都營地下鐵、東京地下鐵共五條路線通過的大手町站，更可從車站的丸之內線剪票口直接通往大廈，此外從東京站徒步7分鐘、或者乘坐丸之內線僅需2分鐘亦可抵達，交通便利為此地點最大特徵。
大樓建築採用新耐震標準1.5倍以上的耐震設計，並於建築內安置阻尼器使地震時能降低搖晃程度，再於高樓層使用高強度鋼材與耐震工法，能有效抑制大樓上部的水平晃動。
大廈內部共分為地下4層、地下31層、塔屋2層，地下樓層和入口為「Metro Square」（メトロスクエア），作為商業設施和活動會場使用，2至4樓則是辦理會議的「大手町產經廣場」（大手町サンケイプラザ）。更高的樓層成為產經新聞東京本社社屋、中高層樓層則提供辦公用途使用。

## 獲獎
- 2001年　好設計獎建築、環境設計部門（第1期工事設計計畫）、「資源回收推進校功勞者等・資源回收協議會會長獎」
- 2003年  好設計獎建築、環境設計部門
- 2004年　第45回BCS獎
- 2005年　日本建築學會作品選獎
- 2011年　日本政策投資銀行（日语：日本政策投資銀行）・DBJ綠建築金排名認證

## 入駐企業
- 產經新聞東京本社（日语：産経新聞東京本社）
- 綜合醫療（日语：総合メディカル）東京辦公室[1]
- RENOVA（日语：レノバ）[2]
- UACJ（日语：UACJ）[3]
- 雙日建材（双日建材）[4]
- NRI資訊安全科技（NRIセキュア）[5]

## 備註
1. ↑  丸之內線大手町站與初代產經大廈幾乎同時完工，車站的副站名也取為「產經前」。

## 外部連結
- 東京サンケイビル （页面存档备份，存于） （日語）
- メトロスクエア （页面存档备份，存于） （日語）
- 大手町サンケイプラザ （页面存档备份，存于） （日語）